# Армінас Нарбековас
Армінас Нарбе́ковас (лит. Arminas Narbekovas, нар. 28 січня 1965, Ґарґждай) — колишній радянський та литовський футболіст, виступав на позиціях нападника та півзахисника. Згодом — футбольний тренер, наразі очолює команду литовського клубу «Банґа» (Ґарґждай).
Заслужений майстер спорту СРСР (1989). Лауреат Ювілейної нагороди УЄФА як найвидатніший литовський футболіст 50-річчя (1954—2003).

## Кар'єра гравця
Вихованець спортінтерната з міста Паневежиса. Вже 1983 року дебютував на дорослому рівні у складі вільнюського «Жальгіріса», який саме здобув право виступів у радянській вищій лізі. Захищав кольори команди протягом 7 сезонів в чемпіонатах СРСР. Найвищим досягненням вільнюської команди того періоду стали бронзові медалі першості, завойовані у 1989 році. З 1987 року залучався до складу олімпійської збірної СРСР, у складі якої став чемпіоном Літніх Олімпійських ігор 1988 року у Сеулі. Під час олімпійського футбольного турніру забив два м'ячі, у тому числі гол у додатковий час у півфінальному матчі проти збірної Італії, якій приніс радянській команді перемогу з рахунком 3:2 та путівку до фіналу змагань.
1990 року литовські клуби ухвалили рішення про припинення виступів у союзних змаганнях, Нарбековас почав сезон у складі «Жальгіріса» у новоствореному чемпіонаті Литви, однак того ж року перейшов до московського «Локомотива». Вже виступаючи у Москві прийняв пропозицію від клубу австрійської Бундесліги «Аустрія».
У віденській «Аустрії» відіграв протягом 6 сезонів, виборовши разом із командою за цей період три титули чемпіонів Австрії, двічі вигравши Кубок Австрії та тричі Суперкубок Австрії. Подальша кар'єра футболіста продовжувалася в Австрії. 1996 року перейшов до клубу «Адміра Ваккер», а ще за два роки — до «Санкт-Пельтена». У 1999—2000 знову захищав кольори «Адміри Ваккер», згодом до 2005 року грав у низці аматорських команд регіональних австрійських ліг.
27 травня 1990 року взяв участь у першому матчі відновленої після 50 років перебування країни у складі СРСР національної збірної команди Литви, відзначився у цій грі голом у ворота суперника, збірної Грузії. Досить нерегулярно брав участь у матчах литовської збірної — протягом 1990—2001 років провів у її складі лише 13 ігор, відзначився 4 забитими голами.

### Голи у складі національної збірної
| #  | Дата           | Місце                      | Противник         | Рахунок | Результат | Змагання     |
| -- | -------------- | -------------------------- | ----------------- | ------- | --------- | ------------ |
| 1. | 27 травня 1990 | Грузія, Тбілісі            | Грузія            | 2-2     | нічия     | товариська   |
| 2. | 28 квітня 1992 | Північна Ірландія, Белфаст | Північна Ірландія | 2-2     | нічия     | відбір до ЧС |
| 3. | 25 травня 1994 | Чехія, Острава             | Чехія             | 3-5     | поразка   | товариська   |
| 4. | 9 жовтня 1996  | Литва, Вільнюс             | Ліхтенштейн       | 2-1     | перемога  | відбір до ЧС |

## Тренерська діяльність
Ще виступаючи в аматорських командах в Австрії протягом першої половини 2000-х отримав тренерську ліцензію. За деякий час після припинення виступів як гравця повернувся до Литви, очоливши у 2006 тренерський штаб вільнюського «Жальгіріса», у якому пропрацював до 2007-го.
З 2009 — головний тренер клубу «Банґа» з рідного міста Ґарґждая, новачка вищого дивізіону чемпіонату Литви.

## Досягнення та нагороди

### Командні
- Олімпійський чемпіон: 1988
- Чемпіон Австрії (3): 1991, 1992, 1993
- Володар Кубка Австрії (2): 1992, 1994
- Володар Суперкубка Австрії (3): 1991, 1992, 1993
- Бронзовий призер чемпіонату СРСР: 1989

### Особисті
- Найвидатніший литовський футболіст 50-річчя (1954—2003)
- Заслужений майстер спорту СРСР (1989)
- Найкращий литовський футболіст року (4): 1985, 1986, 1987, 1988

## Родина
Дружина Рита. Син Армінас (19.04.1986), грав у юнацькій команді «Аустрії», донька Клаудіа (1995).